# David Harris
David Anthony Harris (ur. 1 listopada 1937 w Exeter) – brytyjski polityk i samorządowiec, poseł do Parlamentu Europejskiego I kadencji, członek Izby Gmin.

## Życiorys
Zaangażował się w działalność polityczną w ramach Partii Konserwatywnej. W latach 1968–1977 zasiadał w radzie regionu administracyjnego Wielki Londyn. W 1979 wybrany posłem do Parlamentu Europejskiego, przystąpił do frakcji Europejscy Demokraci. Od 1983 do 1997 zasiadał przez trzy kadencje w Izbie Gmin. Po zakończeniu kariery politycznej udzielał się społecznie m.in. w organizacji charytatywnej rybaków.

## Odznaczenia
W 2022 odznaczony Orderem Imperium Brytyjskiego IV klasy.